# لوسهايم أم زيه
بَلْدَة لوسهايم أم زيه (بالأَلمانِيَّة: Gemeinde Losheim am See) هي بَلدَة أَلمانِيَّة تَّابعة لمِنْطَقَة ميرتسيش ڤادرن في وِلاَية سَارلَانْد في جُمهُوريَّة أَلمَانيَا الاِتّحاديّة. بمِساحة تُقَدَّر بحَوالَي 97 كم².

## توأمة
للوسهايم أم زيه اتفاقيات توأمة مع كل من:
- كابانوري
- Lacroix-Saint-Ouen [الإنجليزية]‏
- Copargo [الإنجليزية]‏

## وُصلات خارجيّة
- الصّفحة الرّسميّة لبَلدَة لوسهايم أم زيه (باللُّغَةُ الألمانِيّة، والإِنجِلِيزِيّة، والهُولَندِيَّة، والفَرَنسِيَّة).

## مَراجع
1. ↑  Chef der Staatskanzlei, ed. (24. Dezember 1973), Gesetz Nr. 986 zur Neugliederung der Gemeinden und Landkreise des Saarlandes (بالألمانية), Saarbrücken, vol. 1973, p. 857, QID:Q480430 {{استشهاد}}: تحقق من التاريخ في: |publication-date= (help) and الوسيط |at= and |pages= تكرر أكثر من مرة (help)
2. 1 2 3  GeoNames (بالإنجليزية), 2005, QID:Q830106
3. ↑  "Alle politisch selbständigen Gemeinden mit ausgewählten Merkmalen am 31.12.2018 (4. Quartal)" (بالألمانية). Statistisches Bundesamt. Archived from the original on 2019-03-10. Retrieved 2019-03-10.
4. ↑  Alle politisch selbständigen Gemeinden mit ausgewählten Merkmalen am 31.12.2023 (بالألمانية), Statistisches Bundesamt, 28. Oktober 2024, QID:Q131220759, Archived from the original on 17 November 2024 {{استشهاد}}: تحقق من التاريخ في: |publication-date= (help)
5. 1 2  "Timezone and DST in Germany" (بالإنجليزية). Retrieved 2025-05-05.
6. ↑  GeoNames (بالإنجليزية), 2005, QID:Q830106